# Maurice-Emile Blieck
Maurice-Emile Blieck (Sint-Joost-ten-Node, 27 december 1878 – Elsene, 25 juli 1943) was een Belgisch graficus.

## Persoonsgegevens
Hij was de zoon van Emile Blieck, bediende, afkomstig uit Ieper, en van Elisa Wiquelin, modiste. Hij huwde met Marie-Bertha Denayer op 24 juli 1905 in Schaarbeek. Zij hadden één kind, René Blieck. Hun adres was Helmetsesteenweg 217 in Schaarbeek.

## Levensloop
Hij was stadsontvanger van de gemeente Schaarbeek en pas rond 1913 opteerde hij voor een loopbaan als kunstenaar. Voordien tekende hij ook al intens.
Hij etste landschappen, stadsgezichten en gelegenheidsdrukwerk zoals menu’s en devotieprenten. In 1913 publiceerde hij een map met 25 etsen over Ieper. Na de oorlog maakte hij nog enkele prenten van de nu verwoeste stad.
Rond 1920 stelde hij een map met etsen samen getiteld Quelques coins du vieux Schaerbeek. Ook pittoreske hoekjes in andere steden vereeuwigde hij in etsen: Brugge, Gent, Antwerpen, Mechelen De Panne, Veurne, Diksmuide, Houffalize, Laroche, Bastenaken, Parijs, Genève, Nijmegen, Dordrecht, Rotterdam…
Hij gaf een tijdlang avondles aan de École des Arts Décoratifs in Schaarbeek.

## Niet verwarren met naamgenoot
Maurice-Emile Blieck is niet te verwarren met zijn stads- en tijdgenoot, de kunstschilder Maurice Blieck (1876-1922)

## Tentoonstellingen
- 1921, Knokke, Au Lekkerbek
- 1926, Oostende, Casino-Kursaal
- 1927, Oostende, Casino-Kursaal
- 1928, Oostende, Casino-Kursaal
- 1935, Oostende, Casino-Kursaal
- Brussel, Galerie Dechenne
- Brussel, Galerie A l’Intérieur

## Musea
- Brussel, Koninklijke Bibliotheek, Prentenkabinet.
- Ieper, Stedelijke Musea
- Oostende, Koninklijke Oostendse Heem- en Geschiedkundige Kring De Plate